# Ludwig A. Pongratz
Ludwig A. Pongratz (né en 1948 à Eiserfeld) est un pédagogue allemand.

## Biographie
Ludwig A. Pongratz obtient son doctorat en 1976 avec une thèse Sur la critique de la méthodologie cybernétique dans l'éducation. Après un stage et un travail d'assistant scientifique, il termine son habilitation en 1984 avec la thèse Éducation et subjectivité. Études historiques et systématiques sur la théorie de l'éducation à l'École supérieure polytechnique de Rhénanie-Westphalie. En 1992, il est nommé professeur de pédagogie générale et de formation continue à l'université de technologie de Darmstadt, poste qu'il occupe jusqu'en 2009.
Pongratz est le père de quatre enfants ; deux d'entre eux, Tobias et Daniel, sont connus sous le nom de scène de rappeurs Panik Panzer et Danger Dan, membres du groupe Antilopen Gang.

## Recherche
L'axe de recherche de Ludwig A. Pongratz se situe dans le domaine de la Philosophie de l'éducation et de la formation, de la pédagogie historique et systématique, de la méthodologie pédagogique ainsi que de la formation des adultes et de la formation continue. Ludwig A. Pongratz prône une théorie pédagogique critique qui à la fois reprend l'héritage de la théorie critique précoce (en particulier Theodor W. Adorno) et rejoint les ébauches théoriques pédagogiques de Heinz-Joachim Heydorn et Gernot Koneffke. Ludwig A. Pongratz est également l'un des premiers pédagogues allemands qui montre l'importance de l'analyse du discours et du pouvoir de Michel Foucault pour l'histoire de la théorie pédagogique, de la philosophie de l'éducation et de la méthodologie pédagogique. Depuis la fin des années 1990, Ludwig A. Pongratz se positionne comme un critique distingué des approches systémiques-théoriques-constructivistes en éducation et comme un critique de la réforme éducative néolibérale depuis le tournant du millénaire.

## Fonctions
Ludwig A. Pongratz a occupé de nombreuses fonctions à l'intérieur et à l'extérieur de l'université : il fut directeur général de l'Institut d'enseignement général et d'enseignement professionnel de l'UT Darmstadt, doyen de la faculté des sciences humaines de l'UT Darmstadt, porte-parole du Comité de philosophie de l'éducation et membre du conseil d'administration de la section générale des sciences de l'éducation de la DGfE (Société allemande pour les sciences de l'éducation). En 1985, il cofonde la Société Erich-Fromm. De plus, Ludwig A. Pongratz travaille pour la DGSv et a son propre cabinet à Aix-la-Chapelle depuis 2007.